# Erannis sorditaria
Erannis sorditaria là một loài bướm đêm trong họ Geometridae.